# Nicolas Tavernese
Nicolas André Tavernese (ur. 1997) – francuski zapaśnik walczący w stylu wolnym. Brązowy medalista igrzysk frankofońskich w 2017. Wicemistrz Francji w 2018 i 2019 roku.